# Rheinuferbahn
| |                      |                                                |                                                |
| Streckennummer (DB): | 9260                 |                                                |                                                |
| Kursbuchstrecke (DB): | 473.1                |                                                |                                                |
| Kursbuchstrecke: | 251b (1946)          |                                                |                                                |
| Streckenlänge: | ca. 25 km            |                                                |                                                |
| Spurweite: | 1435 mm (Normalspur) |                                                |                                                |
| Stromsystem: | 750 V =              |                                                |                                                |
| Streckengeschwindigkeit: | 120 km/h             |                                                |                                                |
| Zweigleisigkeit: | Ubierring–Bonn       |                                                |                                                |
| |                      |                                                |                                                |
| \| \| \| Köln Mülheimer Brücke (1929–1933) \| \| \| \| \| von Zoo/Flora (bis 1945) \| \| \| \| \| Köln Deutscher Ring (1929–1933) \| \| \| \| \| nach Dom/Hbf (bis 1945) \| \| \| \| \| (bis hier: Verkehr der KBE hier nur 1929–1933) \| \| \| \| 0,0 \| Köln Hohenzollernbrücke (1940–1978) \| Köln Hohenzollernbrücke (1940–1978) \| \| \| \| Köln Hbf / Hohenzollernbrücke \| \| \| \| 0,2 \| Köln Hohenzollernbrücke (bis 1940) \| Köln Hohenzollernbrücke (bis 1940) \| \| \| \| von Dom/Hbf (bis 1945) \| \| \| \| \| Deutzer Brücke \| \| \| \| 0,8 \| Köln Deutzer Brücke (bis 1978) \| Köln Deutzer Brücke (bis 1978) \| \| \| \| Severinsbrücke \| \| \| \| \| Innenbahn von Rosenstraße (bis 1932) \| \| \| \| 2,3 \| Köln Ubierring (bis 1978) \| Köln Ubierring (bis 1978) \| \| \| \| Ubierring (heutiger Streckenbeginn) \| \| \| \| \| ehem. nach Köln-Bonntor (Hafenbahn) \| \| \| \| \| Güterumgehungsbahn / Kölner Südbrücke \| \| \| \| \| Nord-Süd-Stadtbahn \| \| \| \| \| Schönhauser Straße \| \| \| \| 4,2 \| Bayenthalgürtel \| Bayenthalgürtel \| \| \| \| ehem. Strecke nach Rodenkirchen \| \| \| \| \| Eigentumsgrenze KVB/HGK \| \| \| \| 5,0 \| Heinrich-Lübke-Ufer (ehem. Köln-Marienburg) \| Heinrich-Lübke-Ufer (ehem. Köln-Marienburg) \| \| \| 6,2 \| Rodenkirchen \| Rodenkirchen \| \| \| 7,1 \| Siegstraße \| Siegstraße \| \| \| 7,8 \| Michaelshoven \| Michaelshoven \| \| \| 9,3 \| Sürth \| Sürth \| \| \| 12,0 \| Godorf \| Godorf \| \| \| \| Querbahn Brühl–Köln-Godorf Hafen \| \| \| \| 13,9 \| Wesseling Nord \| Wesseling Nord \| \| \| \| Verbindungsstrecke zur Querbahn \| \| \| \| 15,1 \| Wesseling \| Wesseling \| \| \| 17,0 \| Wesseling Süd \| Wesseling Süd \| \| \| 18,2 \| Urfeld \| Urfeld \| \| \| 19,8 \| Widdig \| Widdig \| \| \| 21,0 \| Uedorf \| Uedorf \| \| \| 22,5 \| Hersel \| Hersel \| \| \| \| \| \| \| \| 23,9 \| Buschdorf \| Buschdorf \| \| \| 23,9325,2 \| Eigentumsgrenze HGK/SWB \| Eigentumsgrenze HGK/SWB \| \| \| \| ehem. nach Bonn Hafen \| \| \| \| 325,1 \| Buschdorf \| Buschdorf \| \| \| 324,3 \| Tannenbusch Mitte \| Tannenbusch Mitte \| \| \| \| Strecke nach Bonn-Bendenfeld \| \| \| \| 26,0 \| Bonn Nord (nur zum Abstellen von Wagen) \| Bonn Nord (nur zum Abstellen von Wagen) \| \| \| 323,0 \| Tannenbusch Süd \| Tannenbusch Süd \| \| \| \| Vorgebirgsbahn von Köln und Brühl \| \| \| \| 321,7 \| Bonn Propsthof Nord \| Bonn Propsthof Nord \| \| \| \| Einfädelung Vorgebirgsbahn \| \| \| \| \| Bonn Ellerbahnhof (PV bis 1954) \| \| \| \| 321,1 \| Bonn West \| Bonn West \| \| \| \| \| \| \| \| \| Bonn Weststraße (1908–1944) \| \| \| \| \| Stadtbahntunnel Bonn \| \| \| \| 29,0 \| Bonn Rheinuferbahnhof (bis 1985) \| Bonn Rheinuferbahnhof (bis 1985) \| \| \| \| Siegburger Bahn \| \| \| \| 320,0 \| Bonn Hbf (U) \| Bonn Hbf (U) \| \| \| \| Stammstrecke \| \| \| \| \| \| \| \| Quellen: [1][2] \| \| \| \| |                      |                                                |                                                |
| Kopfbahnhof Streckenanfang (Strecke außer Betrieb) |                      | Köln Mülheimer Brücke (1929–1933)              | Köln Mülheimer Brücke (1929–1933)              |
| Abzweig mit U-Bahn geradeaus und von rechts (Strecke außer Betrieb) |                      | von Zoo/Flora (bis 1945)                       | von Zoo/Flora (bis 1945)                       |
| Haltepunkt / Haltestelle (Strecke außer Betrieb) |                      | Köln Deutscher Ring (1929–1933)                | Köln Deutscher Ring (1929–1933)                |
| Abzweig mit U-Bahn geradeaus und nach rechts (Strecke außer Betrieb) |                      | nach Dom/Hbf (bis 1945)                        | nach Dom/Hbf (bis 1945)                        |
| Strecke (außer Betrieb) |                      | (bis hier: Verkehr der KBE hier nur 1929–1933) | (bis hier: Verkehr der KBE hier nur 1929–1933) |
| Bahnhof (Strecke außer Betrieb) | 0,0                  | Köln Hohenzollernbrücke (1940–1978)            | Köln Hohenzollernbrücke (1940–1978)            |
| Bahnhof mit S-Bahn-Halt quer · Kreuzung geradeaus unten (Strecke geradeaus außer Betrieb) · Strecke unter Wasserlauf Anfang Hochstrecke, Ende Hochstrecke und quer |                      | Köln Hbf / Hohenzollernbrücke                  | Köln Hbf / Hohenzollernbrücke                  |
| Bahnhof (Strecke außer Betrieb) | 0,2                  | Köln Hohenzollernbrücke (bis 1940)             | Köln Hohenzollernbrücke (bis 1940)             |
| Abzweig mit U-Bahn geradeaus und von rechts (Strecke außer Betrieb) |                      | von Dom/Hbf (bis 1945)                         | von Dom/Hbf (bis 1945)                         |
| Kreuzung mit U-Bahn geradeaus unten (Strecke geradeaus außer Betrieb) |                      | Deutzer Brücke                                 | Deutzer Brücke                                 |
| Haltepunkt / Haltestelle (Strecke außer Betrieb) | 0,8                  | Köln Deutzer Brücke (bis 1978)                 | Köln Deutzer Brücke (bis 1978)                 |
| Kreuzung mit U-Bahn geradeaus unten (Strecke geradeaus außer Betrieb) |                      | Severinsbrücke                                 | Severinsbrücke                                 |
| Abzweig mit U-Bahn geradeaus und von rechts (Strecke außer Betrieb) |                      | Innenbahn von Rosenstraße (bis 1932)           | Innenbahn von Rosenstraße (bis 1932)           |
| Bahnhof (Strecke außer Betrieb) | 2,3                  | Köln Ubierring (bis 1978)                      | Köln Ubierring (bis 1978)                      |
| Abzweig mit U-Bahn ehemals geradeaus und von rechts |                      | Ubierring (heutiger Streckenbeginn)            | Ubierring (heutiger Streckenbeginn)            |
| Strecke von links (außer Betrieb) · U-Bahn-Abzweig mit Eisenbahn geradeaus und ehemals nach rechts |                      | ehem. nach Köln-Bonntor (Hafenbahn)            | ehem. nach Köln-Bonntor (Hafenbahn)            |
| Abzweig quer und ehemals nach rechts · U-Bahn-Kreuzung mit Eisenbahn geradeaus unten · Strecke unter Wasserlauf Anfang Hochstrecke, Ende Hochstrecke und quer |                      | Güterumgehungsbahn / Kölner Südbrücke          | Güterumgehungsbahn / Kölner Südbrücke          |
| U-Bahn-Strecke quer (im Tunnel) · U-Bahn-Abzweig geradeaus und von rechts |                      | Nord-Süd-Stadtbahn                             | Nord-Süd-Stadtbahn                             |
| U-Bahn-Haltepunkt / Haltestelle |                      | Schönhauser Straße                             | Schönhauser Straße                             |
| U-Bahn-Haltepunkt / Haltestelle | 4,2                  | Bayenthalgürtel                                | Bayenthalgürtel                                |
| U-Bahn-Abzweig geradeaus und ehemals nach links |                      | ehem. Strecke nach Rodenkirchen                | ehem. Strecke nach Rodenkirchen                |
| Wechsel des Eisenbahninfrastrukturunternehmens |                      | Eigentumsgrenze KVB/HGK                        | Eigentumsgrenze KVB/HGK                        |
| Haltepunkt / Haltestelle | 5,0                  | Heinrich-Lübke-Ufer (ehem. Köln-Marienburg)    | Heinrich-Lübke-Ufer (ehem. Köln-Marienburg)    |
| Bahnhof | 6,2                  | Rodenkirchen                                   | Rodenkirchen                                   |
| Haltepunkt / Haltestelle | 7,1                  | Siegstraße                                     | Siegstraße                                     |
| Haltepunkt / Haltestelle | 7,8                  | Michaelshoven                                  | Michaelshoven                                  |
| Bahnhof | 9,3                  | Sürth                                          | Sürth                                          |
| Bahnhof | 12,0                 | Godorf                                         | Godorf                                         |
| Strecke quer · Kreuzung geradeaus oben · Abzweig quer, von links und von rechts |                      | Querbahn Brühl–Köln-Godorf Hafen               | Querbahn Brühl–Köln-Godorf Hafen               |
| Haltepunkt / Haltestelle · Strecke | 13,9                 | Wesseling Nord                                 | Wesseling Nord                                 |
| Abzweig geradeaus und von links · Strecke nach rechts |                      | Verbindungsstrecke zur Querbahn                | Verbindungsstrecke zur Querbahn                |
| Bahnhof | 15,1                 | Wesseling                                      | Wesseling                                      |
| Bahnhof | 17,0                 | Wesseling Süd                                  | Wesseling Süd                                  |
| Haltepunkt / Haltestelle | 18,2                 | Urfeld                                         | Urfeld                                         |
| Bahnhof | 19,8                 | Widdig                                         | Widdig                                         |
| Haltepunkt / Haltestelle | 21,0                 | Uedorf                                         | Uedorf                                         |
| Bahnhof | 22,5                 | Hersel                                         | Hersel                                         |
| Strecke von links · Abzweig geradeaus, nach links und nach rechts · Strecke von rechts |                      |                                                |                                                |
| Strecke · Strecke · ehemaliger Bahnhof | 23,9                 | Buschdorf                                      | Buschdorf                                      |
| Strecke · Wechsel des Eisenbahninfrastrukturunternehmens · Strecke | 23,9325,2            | Eigentumsgrenze HGK/SWB                        | Eigentumsgrenze HGK/SWB                        |
| Strecke · U-Bahn-Strecke · Abzweig geradeaus und ehemals nach links |                      | ehem. nach Bonn Hafen                          | ehem. nach Bonn Hafen                          |
| Strecke · U-Bahn-Haltepunkt / Haltestelle · Strecke | 325,1                | Buschdorf                                      | Buschdorf                                      |
| Strecke · U-Bahn-Bahnhof · Strecke | 324,3                | Tannenbusch Mitte                              | Tannenbusch Mitte                              |
| Strecke nach rechts · U-Bahn-Strecke · Strecke |                      | Strecke nach Bonn-Bendenfeld                   | Strecke nach Bonn-Bendenfeld                   |
| U-Bahn-Strecke von links · U-Bahn-Strecke nach rechts · Betriebs-/Güterbahnhof Strecke ab hier außer Betrieb | 26,0                 | Bonn Nord (nur zum Abstellen von Wagen)        | Bonn Nord (nur zum Abstellen von Wagen)        |
| U-Bahn-Haltepunkt / Haltestelle · Strecke von links (außer Betrieb) · Abzweig geradeaus und nach rechts (Strecke außer Betrieb) | 323,0                | Tannenbusch Süd                                | Tannenbusch Süd                                |
| U-Bahn-Kreuzung geradeaus oben · Abzweig mit U-Bahn ehemals geradeaus und von rechts · Strecke (außer Betrieb) |                      | Vorgebirgsbahn von Köln und Brühl              | Vorgebirgsbahn von Köln und Brühl              |
| U-Bahn-Haltepunkt / Haltestelle · U-Bahn-Strecke · Strecke (außer Betrieb) | 321,7                | Bonn Propsthof Nord                            | Bonn Propsthof Nord                            |
| U-Bahn-Strecke nach links · U-Bahn-Abzweig geradeaus und von rechts · Strecke (außer Betrieb) |                      | Einfädelung Vorgebirgsbahn                     | Einfädelung Vorgebirgsbahn                     |
| U-Bahn-Strecke · Bahnhof (Strecke außer Betrieb) |                      | Bonn Ellerbahnhof (PV bis 1954)                | Bonn Ellerbahnhof (PV bis 1954)                |
| U-Bahn-Bahnhof · Strecke (außer Betrieb) | 321,1                | Bonn West                                      | Bonn West                                      |
| U-Bahn-Abzweig mit Eisenbahn geradeaus und ehemals nach links · Abzweig geradeaus und von rechts (Strecke außer Betrieb) |                      |                                                |                                                |
| U-Bahn-Strecke · Haltepunkt / Haltestelle (Strecke außer Betrieb) |                      | Bonn Weststraße (1908–1944)                    | Bonn Weststraße (1908–1944)                    |
| U-Bahn-Tunnelanfang · Strecke (außer Betrieb) |                      | Stadtbahntunnel Bonn                           | Stadtbahntunnel Bonn                           |
| U-Bahn-Strecke (im Tunnel) · Kopfbahnhof Streckenende (Strecke außer Betrieb) | 29,0                 | Bonn Rheinuferbahnhof (bis 1985)               | Bonn Rheinuferbahnhof (bis 1985)               |
| U-Bahn-Abzweig geradeaus und von links (im Tunnel) |                      | Siegburger Bahn                                | Siegburger Bahn                                |
| U-Bahn-Bahnhof (im Tunnel) | 320,0                | Bonn Hbf (U)                                   | Bonn Hbf (U)                                   |
| U-Bahn-Strecke (im Tunnel) |                      | Stammstrecke                                   | Stammstrecke                                   |
| |                      |                                                |                                                |
| Quellen: |                      |                                                |                                                |

Die Rheinuferbahn ist eine zweigleisige Hauptbahn zwischen Köln und Bonn, die zum Stammnetz der Köln-Bonner Eisenbahnen (KBE) gehörte und eine der ersten elektrischen Schnellbahnen in Deutschland war. Seit 1978 fährt auf der Strecke die Stadtbahnlinie 16, die gemeinsam von den Kölner Verkehrs-Betrieben (KVB) und den Stadtwerken Bonn (SWB) betrieben wird. Der planmäßige Güterverkehr wurde außerhalb des Bereichs Wesseling zum Jahresende 2006 eingestellt.
Von den drei linksrheinischen Eisenbahnstrecken zwischen Köln und Bonn (Vorgebirgsbahn, linke Rheinstrecke und Rheinuferbahn) ist sie die kürzeste und folgt am engsten dem Rhein, woher auch ihr Name rührt.

## Geschichte

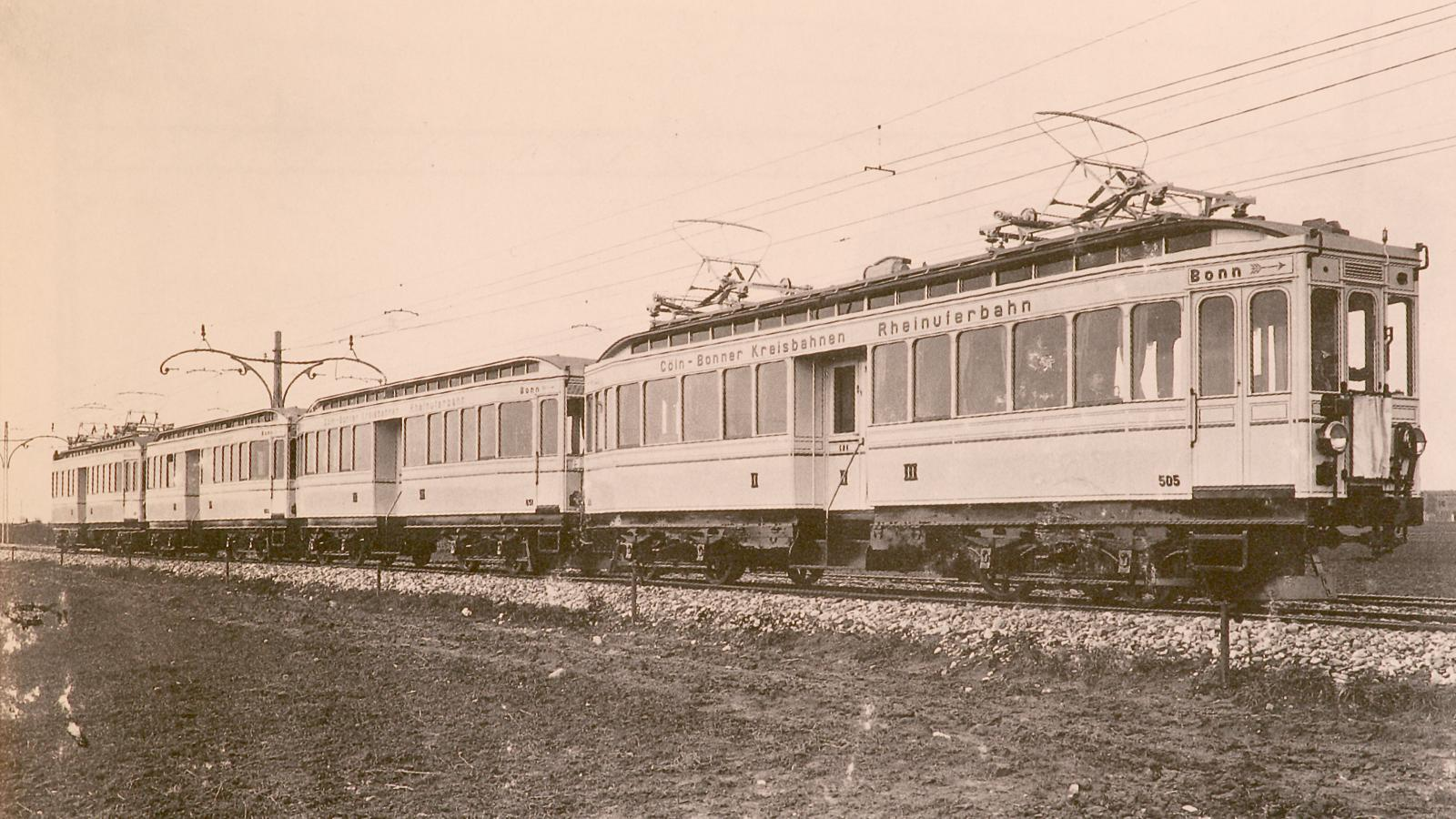
Schnellzug auf der Rheinuferbahn 1906

Streckenverläufe in Bonn

Die Trasse der Rheinuferbahn ist die kürzeste Verbindung zwischen Köln und Bonn, weswegen sie bereits in den ersten Überlegungen zum Bau einer Eisenbahn zwischen beiden Städten Anfang der 1840er Jahre eine Rolle spielte. Die Bonn-Cölner Eisenbahn, die später in der Preußischen Staatseisenbahn aufging, entschied sich jedoch für den Umweg über Brühl, da man sich davon mehr Fahrgäste an den Unterwegshalten versprach.
Bei der Gründung der Cöln-Bonner Kreisbahnen (CBK) wurde die Idee einer Rheinuferbahn wieder aufgegriffen. Da die Staatsbahn zum gleichen Zeitpunkt ebenfalls den Bau einer Rheinuferbahn prüfte, wurden die Planungen der CBK zurückgestellt, die daraufhin zunächst die Vorgebirgsbahn baute. Nachdem die Pläne der Staatsbahn aufgegeben waren, wurde der CBK 1898 eine Konzession für den Bau der Rheinuferbahn als eingleisige Schmalspurbahn auf und neben öffentlichen Straßen erteilt.
Die Erfahrungen aus den ersten Betriebsjahren der Vorgebirgsbahn führten zu zahlreichen Planungsänderungen. 

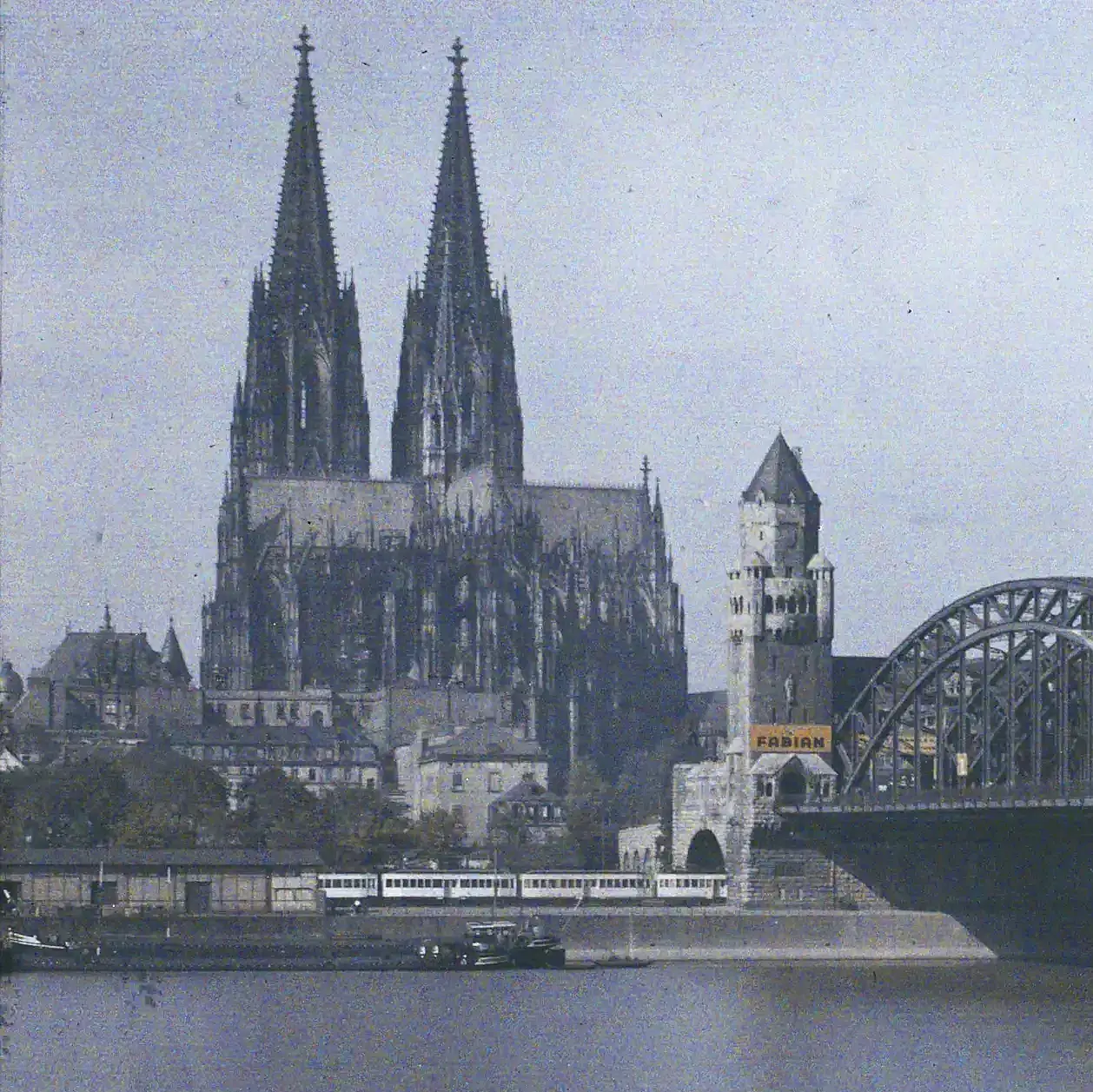
Bis 1940 war der Halt bei der Hohenzollernbrücke etwas weiter südlich gelegen als nach dem Umbau. Hier ein Autochrom von 1924.

Die Strecke wurde nun als großzügig trassierte Schnellbahn auf Normalspur geplant. Die Trasse verlief an den Ortsrändern und sollte mit 990 V Gleichstrom elektrifiziert werden, wozu in Wesseling ein eigenes Kraftwerk errichtet wurde. Nachdem im Mai 1904 eine entsprechend geänderte Konzession erreicht wurde, begann der Bau noch im gleichen Jahr. Der Betrieb wurde im September 1905 aufgenommen, zunächst noch als teilweise eingleisige Güterverkehrsstrecke.
Im Januar 1906 begann der Personenverkehr mit Schnell- und Nahverkehrszügen jeweils im Stundentakt mit damals beachtlichen 70 km/h. Der Fahrgastansturm war so groß, dass weitere Fahrzeuge bestellt und der zweigleisige Ausbau der Strecke begonnen wurde. Der Ausbau war 1908 fertiggestellt, gleichzeitig wurde die Strecke zur Hauptbahn umkonzessioniert und die Streckengeschwindigkeit auf 80 km/h angehoben. Schnellzüge, die nun im 30-Minuten-Takt angeboten wurden, bewältigten die Strecke nun in einer Fahrzeit von 44 Minuten.
In den 1930er Jahren wurde die Oberleitungsspannung auf 1200 V  erhöht, ab 1957 erlaubten durchgehend verschweißte Gleise Geschwindigkeiten über 110 km/h. Insbesondere die Schnellzüge stellten nach wie vor eine ernsthafte Konkurrenz zum Verkehr auf der linken Rheinstrecke dar.

### Verlegungen
Zwischen Godorf und Wesseling wurde die Rheinuferbahn 1927 verlegt, um eine höhenfreie Verzweigung mit der Querbahn herzustellen und Platz für zusätzliche Hafenbecken des Godorfer Hafens zu schaffen. Gleichzeitig wurden auch zwei Bahnübergänge beseitigt.
In Köln wurde mit der Eröffnung der Mülheimer Brücke 1929 die Strecke bis zu deren linksrheinischer Rampe verlängert, wobei größtenteils die Gleise der Straßenbahn mitgenutzt wurden. Da die Verlängerung sich nicht rentierte, wurde sie 1933 wieder aufgegeben. 1940 wurde der neue Endbahnhof Trankgasse auf der Trankgassenwerft eröffnet und der alte und erste Endbahnhof auf der südlichen Seite der Hohenzollernbrücke – die „Wellblechbaracke“ – geschlossen.
In mehreren Abschnitten wurde zwischen 1953 und 1964 die Strecke zwischen Tacitusstraße und dem Endbahnhof auf einen eigenen Bahnkörper verlegt. Der erste Teilabschnitt zwischen Marienburg und Tacitusstraße wurde bereits in den 1930er Jahren verlegt.
In Bonn änderte sich der Streckenverlauf mehrfach: Zunächst führte er von Hersel kommend hinter dem Nordfriedhof über Ellerbahnhof zum Rheinuferbahnhof (Endbahnhof), ab 1954 fuhren die Personenzüge den Ellerbahnhof nicht mehr an und erhielten eine vereinfachte Streckenführung. 1960/61 wurde die gemeinsame Strecke von Rheinufer- und Vorgebirgsbahn zwischen Bonn West und Endbahnhof entlang der heutigen Thoma- und Rabinstraße auf einen eigenen Bahnkörper verlegt. 1968 wurde die Trassenführung zwischen dem Bahnhof Bonn West und Hersel wegen der Verlängerung der A 565 und zur Anbindung der Trabantenstadt Tannenbusch nochmals deutlich verändert. Die neue Streckenführung verläuft zu großen Teilen in einem Geländeeinschnitt und wurde für 120 km/h trassiert. Die alte Trasse ist von Hersel bis kurz vor die Autobahn zu einem Anschlussgleis für die ansässigen Industriebetriebe zurückgestuft worden. Das Anschlussgleis wurde mittlerweile stillgelegt.

### Umbau auf Stadtbahnbetrieb
Als die KBE Ende der 1960er Jahre in wirtschaftliche Schwierigkeiten geriet, wurde 1973 beschlossen, die Rheinuferbahn auf Stadtbahn-Betrieb umzustellen. Der Betrieb einer Stadtbahn nach EBO stellte damals technisch wie rechtlich Neuland dar, wurde inzwischen aber unter dem Titel Karlsruher Modell noch wesentlich weiter getrieben.
Beim 1975 begonnenen Umbau wurde die Fahrdrahtspannung von 1200 V auf 750 V gesenkt. Alle Weichen, die zukünftig sowohl mit Vollbahn- als auch mit Stadtbahnfahrzeugen befahren werden sollten, mussten auf bewegliche Herzstücke umgebaut werden. Außerdem wurden an allen Signalen zusätzlich zur bisher verwendeten Indusi Fahrsperren eingebaut. Noch von der KBE wurde 1971 der neue Haltepunkt Michaelshoven (bis 1978: Rodenkirchen Süd) eröffnet, 1979 kam der Haltepunkt Siegstraße hinzu, 1998 wurde schließlich der Haltepunkt Propsthof Nord in Betrieb genommen.
Am 12. August 1978 wurde der Verkehr mit Stadtbahnwagen B aufgenommen, der Streckenabschnitt zwischen Hohenzollernbrücke und Ubierring am gleichen Tag stillgelegt. Die Strecke zwischen Bonn West und der Bonner Stadtgrenze wurde am 10. April 1979 zur Straßenbahn umkonzessioniert. In den folgenden Jahren wurden im nördlichen Teil bis Wesseling und im südlichen Teil bis Buschdorf immer mehr KBE-Bahnhöfe zu Stadtbahn-Bahnhöfen mit Hochbahnsteigen umgebaut und Güterverkehrsanlagen abgebaut. Auf dem Abschnitt von Urfeld bis Hersel wurden die Bahnsteige lediglich auf 35 Zentimeter erhöht, da auf diesem Abschnitt noch bis 2006 Güterverkehr abgewickelt wurde und die Strecke auch danach von der HGK zum Abstellen von Güterwagen in Bonn Nord und Bonn-Bendenfeld genutzt wurde. Die Hochbahnsteige würden daher in das EBO-Lichtraumprofil der Güterwagen ragen. Im Jahre 2018 gab die HGK ihre Bedenken gegen den barrierefreien Ausbau der Bahnsteige endgültig auf.

## Betrieb

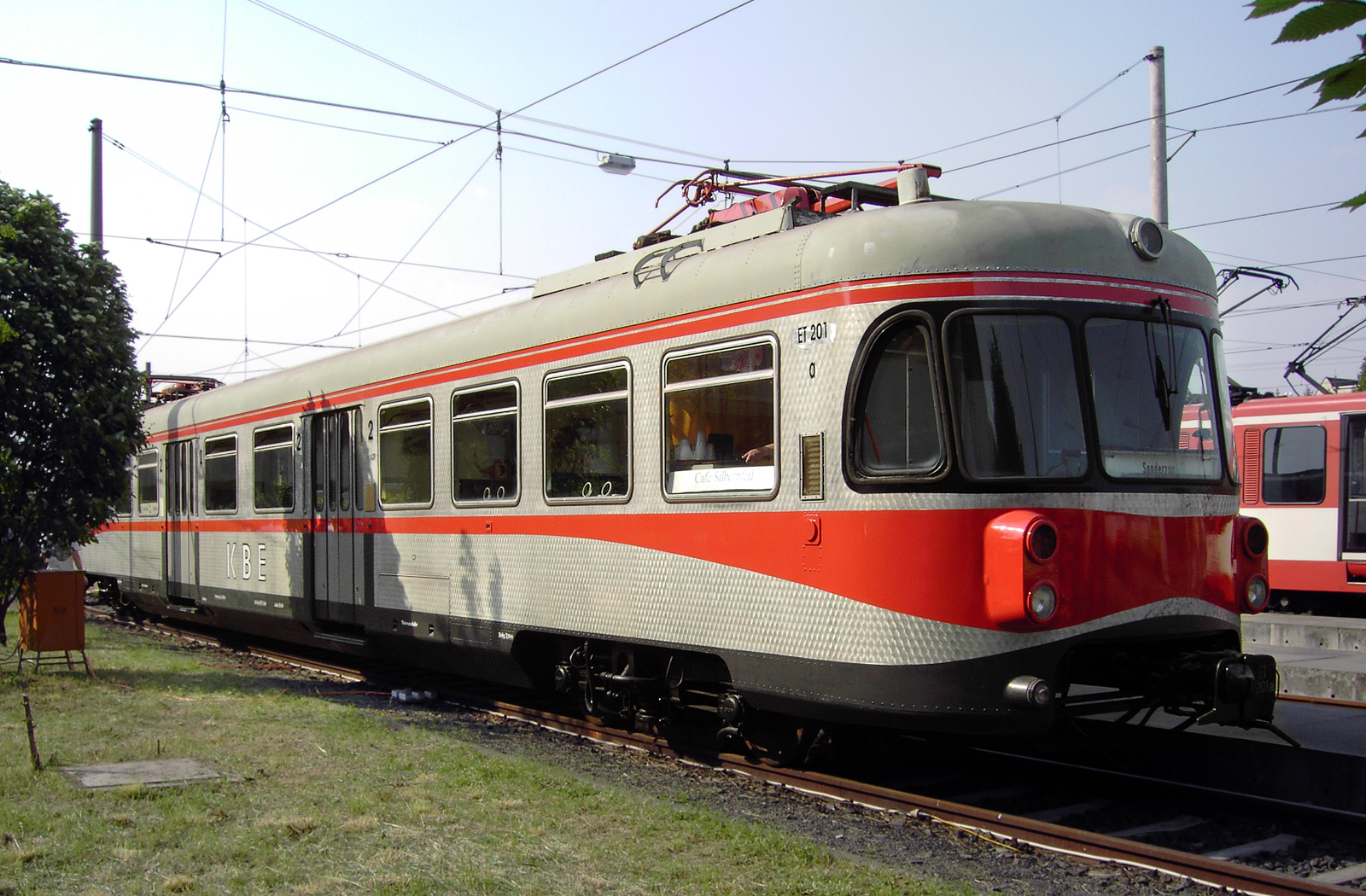
„Silberpfeil“-Triebwagen

Der Personenverkehr auf der Rheinuferbahn war von Anfang an als Taktverkehr organisiert. Bei Inbetriebnahme 1906 fuhren stündliche Schnellzüge, die zwischen den Stadtgrenzen von Köln und Bonn nur in Wesseling hielten, und Personenzüge, die an den Endbahnhöfen 30 Minuten nach den Schnellzügen starteten und alle Stationen bedienten. Nach Inbetriebnahme des zweiten Streckengleises 1908 konnte der Schnellzugverkehr auf einen 30-Minuten-Takt verdichtet werden, während die Personenzüge weiterhin im Stundentakt fuhren. In den 1930er Jahren benötigten einige Schnellzüge zwischen den Vororten von Köln und Bonn nur 19 Minuten (ohne Halt in Wesseling). Mit Ausnahme der Jahre 1942 bis 1949 wurde der Schnellzug-Halbstundentakt bis 1975 beibehalten. Bei Modernisierungen des Fahrzeugparks setzte die KBE die Neufahrzeuge meist zuerst auf der prestigeträchtigeren Rheinuferbahn ein. So waren die Schnellzüge auf der Rheinuferbahn auch das Haupteinsatzgebiet der „Silberpfeil“-Leichttriebwagen.

Fahrplan der Rheinuferbahn 1937/38 mit Schnellzügen, teils ohne Halt in Wesseling

Durch mehrere Brände 1975/76 wurde ein Fahrzeugmangel verursacht, da wegen der bald geplanten Umstellung auf Stadtbahnbetrieb die Ersatzbeschaffungen in Form von Stadtbahnwagen bestellt wurden. Deshalb führte der Fahrzeugmangel für einige Zeit zur Ausdünnung des Verkehrs auf der Rheinuferbahn: Von 1975 bis zur Umstellung auf den Stadtbahnbetrieb 1978 verkehrten nur noch ein Personen- und ein Eilzugpaar, jeweils im Stundentakt.

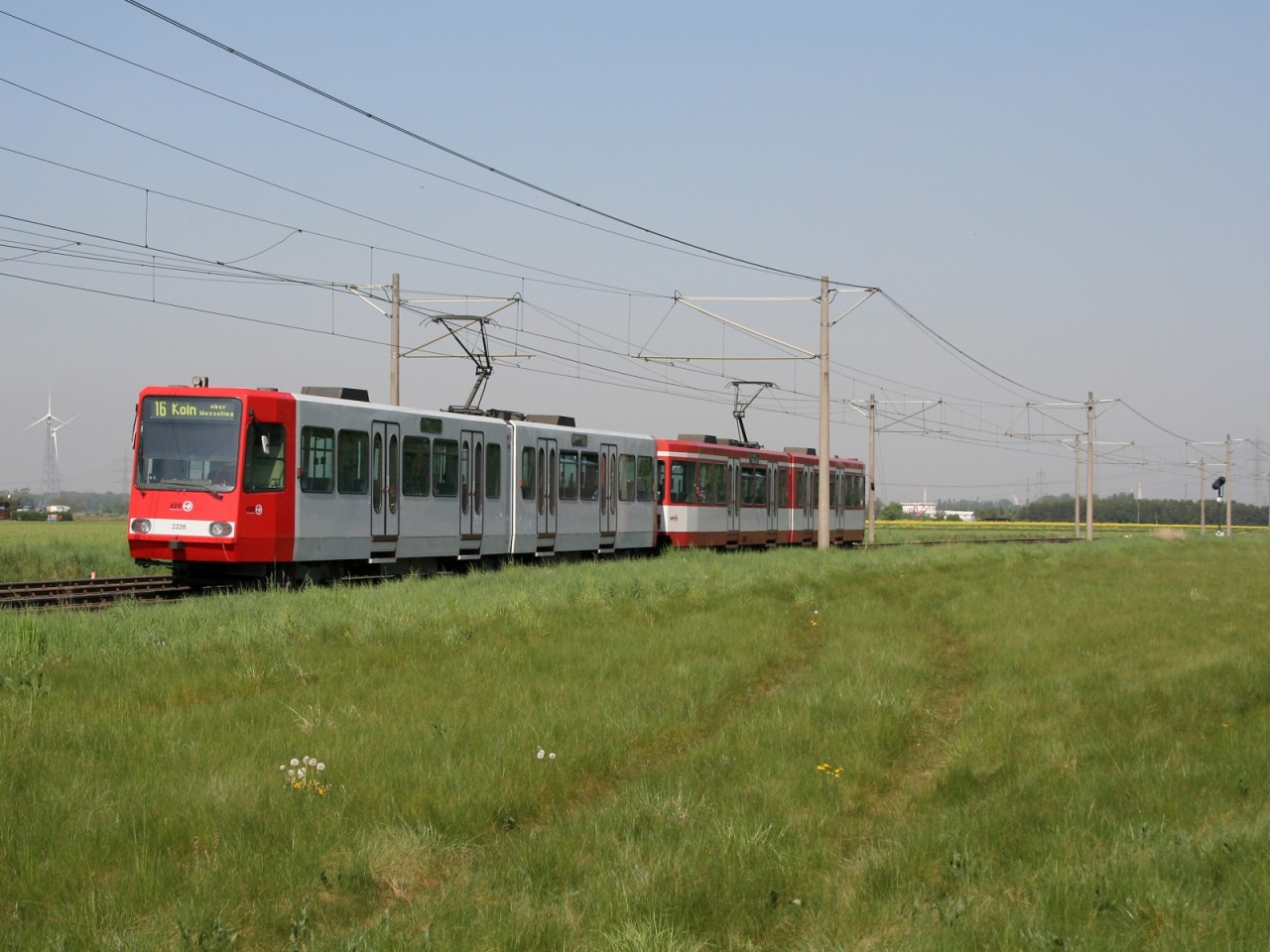
Stadtbahnbetrieb auf der Rheinuferbahn bei Uedorf

Seit 1978 wird die Rheinuferbahn von der Stadtbahnlinie 16 bedient. Auf Kölner Seite wird sie bis Sürth, teilweise bis Wesseling verdichtet. Diese Verstärker fuhren bis 1994 als Linie 15, seither sind sie Teil der Linie 16, die damit tagsüber bis Sürth im 10-Minuten-Takt und die Gesamtstrecke im 20-Minuten-Takt fährt. Auf Bonner Seite wurde die Rheinuferstrecke zunächst ausschließlich von der Linie 16 befahren, nach der Fertigstellung des U-Bahnhofs „Hauptbahnhof“ wurde sie bis Tannenbusch Mitte durch die Linie 3 verstärkt. Die Linie 3 (seit 1987: 63) verstärkte den Halbstundentakt der Linie 16 auf einen 7/8-Minuten-Takt. Ab 1994 bildeten die Linien 16 und 63 in Bonn einen 6/7/7-Takt, der 2006 zugunsten einer ungleichmäßigeren Zugfolge aufgegeben wurde. Seit dem Fahrplanwechsel am 13. Dezember 2015 verkehrt auf Kölner Seite zwischen Schönhauser Straße und Sürth die Übergangslinie 17, die den südlichen Teil der Nord-Süd-Stadtbahn bedient.
Als Fahrzeuge kommen bis heute vorwiegend B-Wagen verschiedener Generationen zum Einsatz, seit 2003 setzen die Bonner Stadtwerke auch Fahrzeuge vom Typ Bombardier Flexity Swift („K5000“) ein, die seit 2005 teilweise auch auf der Linie 16 unterwegs sind.

## Planungen
In Köln sollte die Linie 16 ursprünglich ab 2010 in den Tunnel der in Bau befindlichen Nord-Süd-Stadtbahn eingeführt werden. Dadurch hätte sich die Reisezeit von der Rheinuferbahn ins Kölner Zentrum deutlich verkürzt. Vor allem durch den Einsturz des Stadtarchives in Köln konnte die Planung nicht eingehalten werden, frühester Fertigstellungstermin ist nun 2027.
In Bonn ist vorgesehen, die Linie 63 hinter der Haltestelle Buschdorf auf die alte Trasse der Rheinuferbahn mit den Stationen Friedlandstraße, Schlesienstraße, Gewerbepark Buschdorf/In den Dauen und Friedrich-Wöhler-Straße zu führen. Hierzu liegen Beschlüsse des Regionalrats des Regierungsbezirks Köln und des Bonner Stadtrats vor. Zwischenzeitlich wurde ein Gleiswechsel in Buschdorf eingerichtet. Frühere Planungen sahen vor, die Straßenbahnlinie 61 von Bonn-Auerberg über die frühere Trasse der Rheinuferbahn am Bonner Nordfriedhof bis nach Hersel zu verlängern.
Zeitweise stand eine Wiederaufnahme des Güterverkehrs nach Bonn Nord zur Debatte, da dort ein Container-Terminal entstehen sollte. Unter dem Druck der Lokalpolitik wurde im Juli 2012 bekannt, dass der Vorstand der Häfen und Güterverkehr Köln nicht weiter auf den möglichen Güterverkehr nach Bonn Nord/Bonn-Bendenfeld besteht, um den Bau von Hochbahnsteigen mit Stadtbahn-Profil zwischen Urfeld und Hersel zu ermöglichen.

## Streckenverlauf

### Heutige Strecke

#### Ubierring
Die heutige Rheinuferbahn beginnt an der Kölner Stadtbahnhaltestelle Ubierring. Hier endet die niederflurige Linie 15, während die Linie 16 als hochflurige Linie weiter über die Rheinuferbahn fährt. Aufgrund dieses Mischbetriebs ist die Haltestelle nur auf der Linie 15 barrierefrei.

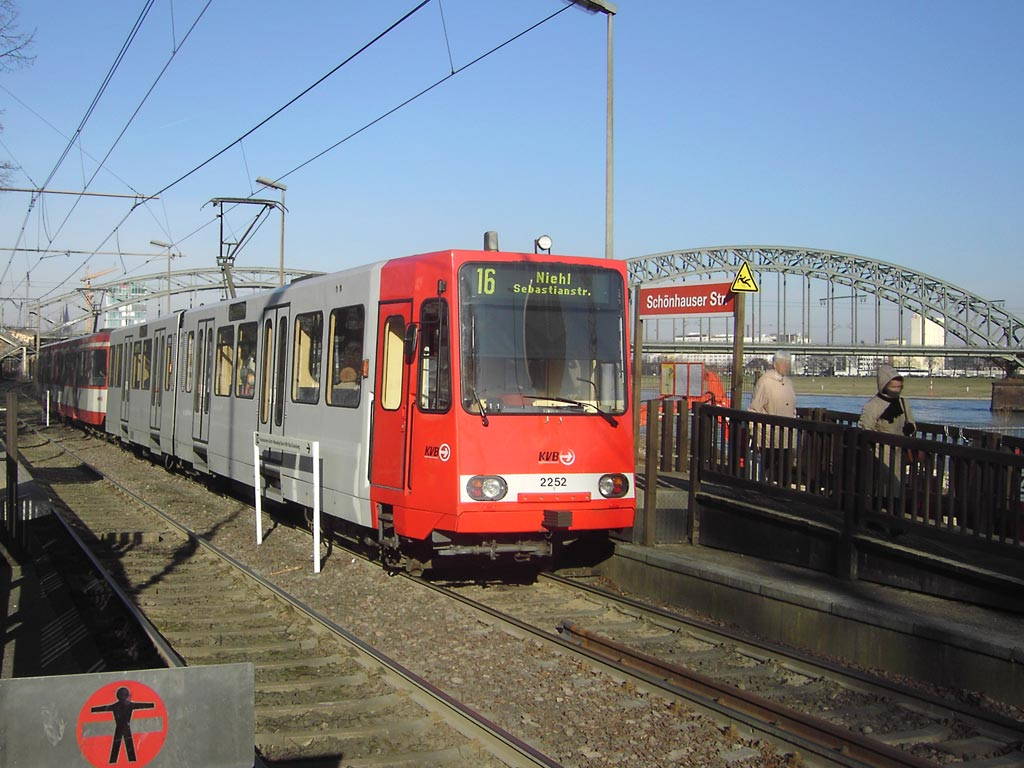
Haltestelle Schönhauser Straße am Rheinufer

#### Schönhauser Straße
Die Strecke führt am Rheinufer entlang zur Haltestelle Schönhauser Straße. Kurz hinter der Unterquerung der Südbrücke befindet sich auch der neue Abzweig zur Nord-Süd-Stadtbahn, der momentan die Übergangslinie 17 auf die Rheinuferbahn bringt. Vorgesehen ist, bei Fertigstellung der Nord-Süd-Stadtbahn die Linie 16 über diesen Abzweig ins Kölner Zentrum zu führen. Dadurch wären auch die Niederflurigen Haltestellen auf der Strecke beseitigt.

#### Bayenthalgürtel
Die Strecke fährt weiter dicht am Rhein entlang zur Haltestelle Bayenthalgürtel, die über zwei voneinander versetzte Außenbahnsteige verfügt. Hier zweigte bis 1978 die Straßenbahnstrecke ins Ortszentrum Rodenkirchens ab. Für die Rheinuferbahn beginnt hinter dieser Haltestelle der nach EBO konzessionierte und betriebene Abschnitt. Ab hier gehört die Infrastruktur der HGK.

#### Heinrich-Lübke-Ufer
Kurz vor dem Haltepunkt Heinrich-Lübke-Ufer zweigt die Strecke vom Rhein ab. Die über zwei Außenbahnsteige verfügende Haltestelle hieß ursprünglich Marienburg. Die Strecke fährt durch eine Kleingartenkolonie und unterquert die A4.

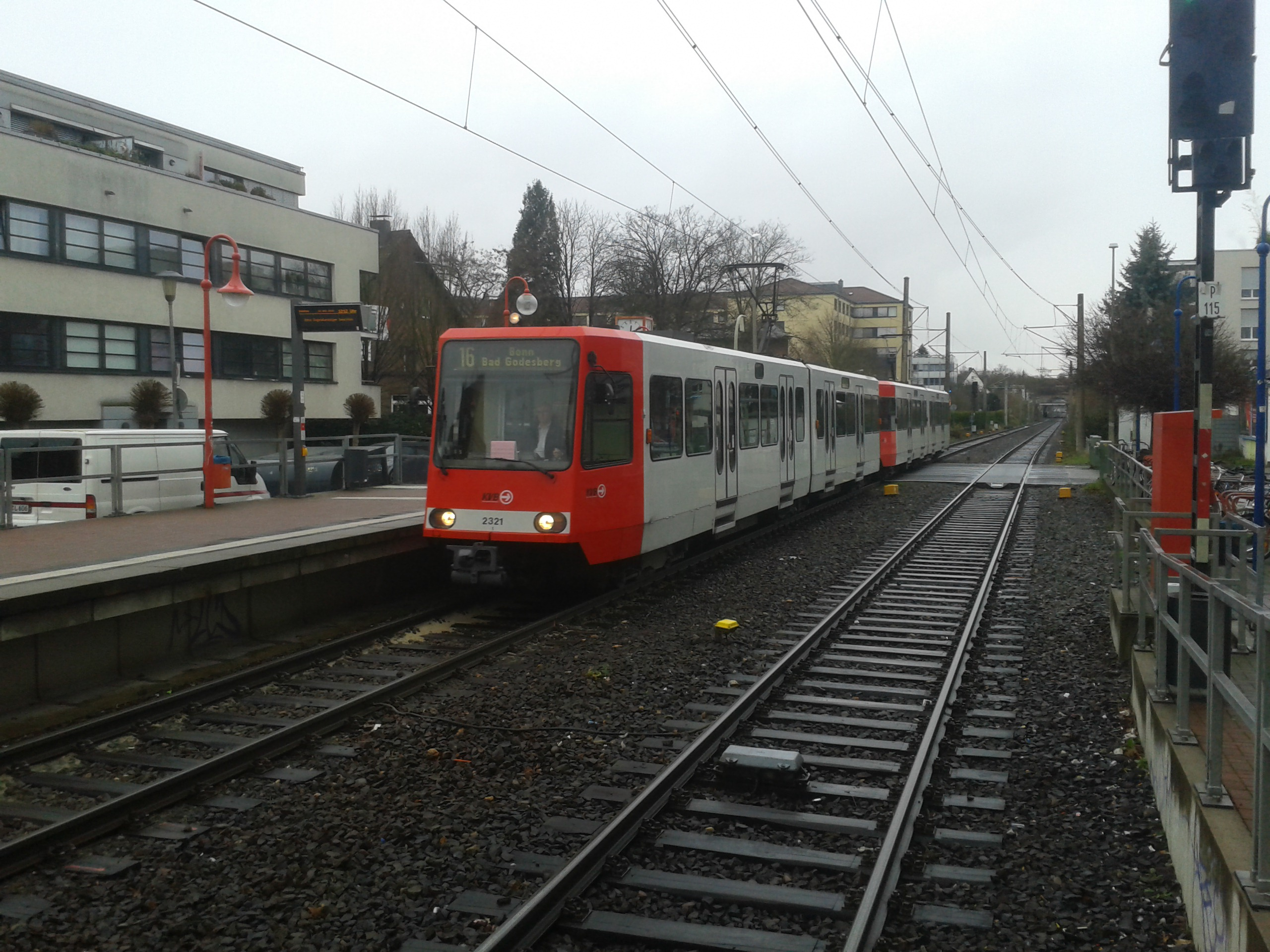
Bahnhof Rodenkirchen

#### Köln-Rodenkirchen
Die Bahnstrecke läuft vier Kilometer in gerader Trasse am westlichen Ortsrand von Rodenkirchen entlang, wobei sie den Weißer Rheinbogen abschneidet.
Der Bahnhof Rodenkirchen liegt im Zentrum des Kölner Stadtteils. Hier befinden sich 2 Außenbahnsteige, ein Parkplatz und eine Wendeanlage für hier endende Stadtbahnen. Weitere Haltepunkte in Rodenkirchen sind Siegstraße, der 1979 in Betrieb genommen wurde, und Michaelshoven, der 1971 von der KBE als Rodenkirchen Süd eröffnet wurde.

#### Köln-Sürth
In Sürth nähert sich die Strecke wieder dem Rhein. Der Bahnhof Sürth verfügt über zwei leicht versetzte Bahnsteige und eine weitere Wendeanlage. Außerdem soll in Sürth ein neuer Haltepunkt Sürth Süd im Bereich des Ströer Campus, der um rund 1000 Mitarbeiter erweitert wurde, entstehen. Die Fertigstellung ist bis 2032 geplant. Hier trifft sie auch auf die Landesstraße 300 (ehemalige Bundesstraße 9), der sie im weiteren Verlauf eng folgt.

#### Köln-Godorf
Im Kölner Stadtteil Godorf befindet sich ein Rheinhafen, der unmittelbar mit der Wesselinger und Godorfer Industrie verbunden ist. Außerdem endet hier die Querbahn, die allerdings nicht mit dem Personenbahnhof verbunden ist. Die Bahnsteige des Bahnhofs Godorf können über eine Fußgängerbrücke erreicht werden, die über die Landesstraße 300 und die Bahngleise führt.
Hinter dem Bahnhof Godorf verlässt die Strecke das Kölner Stadtgebiet und fährt direkt durch das Wesselinger Industriegebiet der Evonik und LyondellBasell.

#### Wesseling Nord
Am Rand des Wesselinger Industriegebietes befindet sich der Haltepunkt Wesseling Nord auf einer Brücke, die auf beiden Seiten die Querbahn und in der Mitte die Brühler Straße überquert. Im Mai 1989 wurde die Haltestelle mit Hochbahnsteigen ausgestattet.
Die Querbahn hatte in der Kurve kurz vor der Unterquerung der Rheinuferbahn hier einen gleichnamigen Haltepunkt, von dem direkt umgestiegen werden konnte.

#### Wesseling

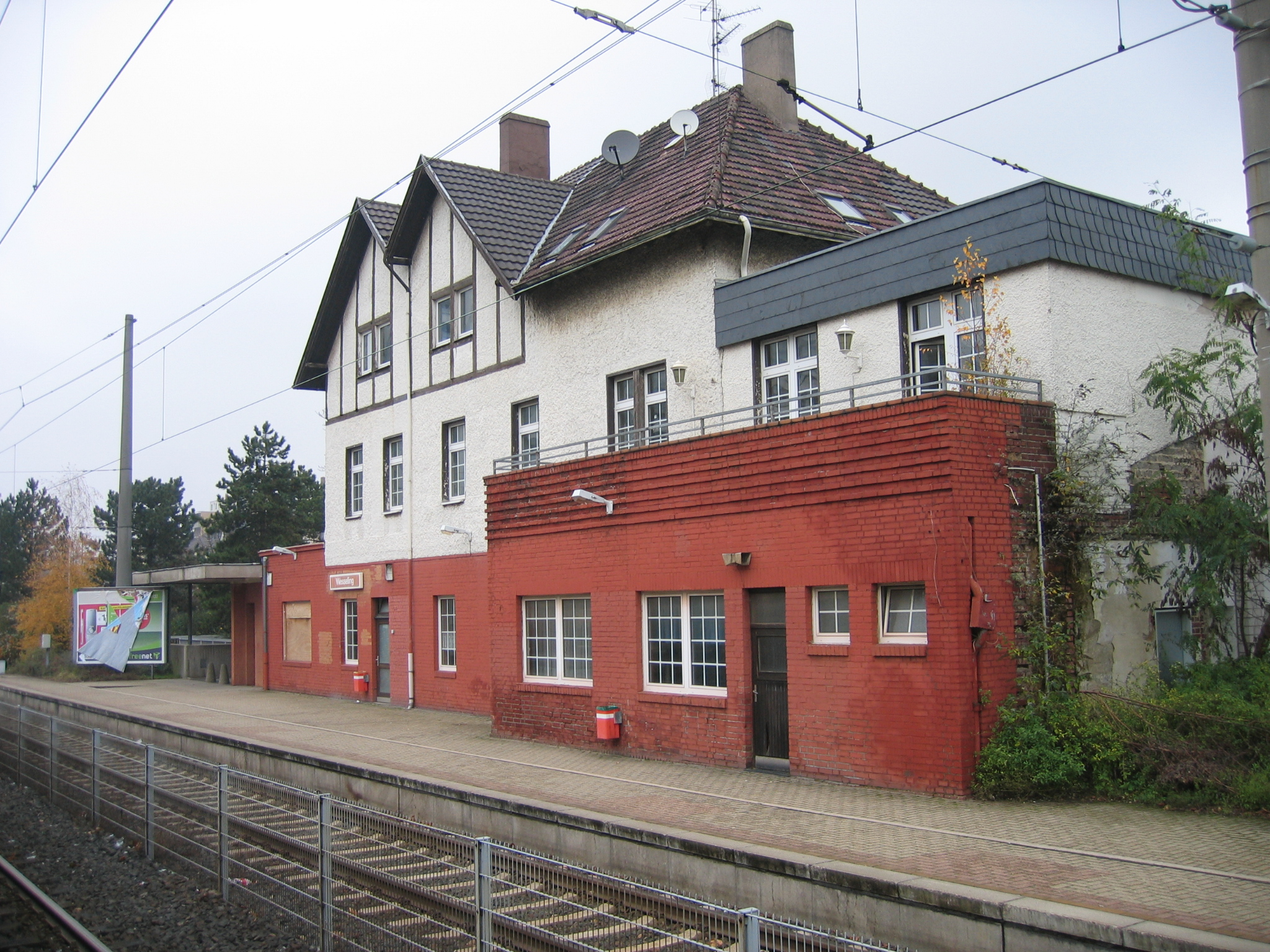
Das Empfangsgebäude Wesseling mit dem „Brühler Bahnsteig“

Der Bahnhof Wesseling war stets der wichtigste Zwischenhalt der Rheinuferbahn. Neben dem Betriebswerk der KBE befand sich in Wesseling auch das KBE-eigene Kraftwerk, das die Strecke bis in die 1930er Jahre mit Strom versorgte. In Wesseling zweigt die Querbahn nach Brühl und zum Godorfer Hafen ab. Außerdem befanden sich im Bahnhofsbereich mehrere Industrieanschlüsse, von denen heute noch derjenige zum Werk Wesseling der Deutschen Shell (ehemals Union Kraftstoff) besteht. Das Betriebswerk der KBE wurde von den Kölner Verkehrs-Betrieben übernommen, die dort einen Stadtbahn-Betriebshof einrichteten, der den Großteil der Fahrzeuge für die Linien 16 und 18 stellt.
Während des Berufsverkehrs wird die Linie 16 von Wesseling bis Köln auf einen 10-Minuten-Takt verstärkt.
Die durchgehenden Züge in Richtung Bonn haben in Wesseling planmäßig zwei (anfangs fünf) Minuten Aufenthalt als Pufferzeit, um im Kölner Netz entstandene Verspätungen nicht voll nach Bonn zu übertragen.
Der Bahnhof Wesseling besitzt neben einem Mittelbahnsteig, der barrierefrei ausgebaut ist, einen noch im Ursprungszustand befindlichen Bahnsteig, den sogenannten Brühler Bahnsteig, an der Querbahn neben dem Empfangsgebäude. Hier halten auch weiterhin die Stadtbahnen, die diese Strecke in Tagesrandlagen befahren, sodass Fahrgäste ein- und aussteigen können.
Der am 6. März 1939 als Haltepunkt eröffnete Bahnhof Wesseling Süd befindet sich wieder inmitten von Industrie, hier befindet sich neben einem Tankfeld und einem Gewerbegebiet mit kleineren Betrieben auch das Werk der Shell.

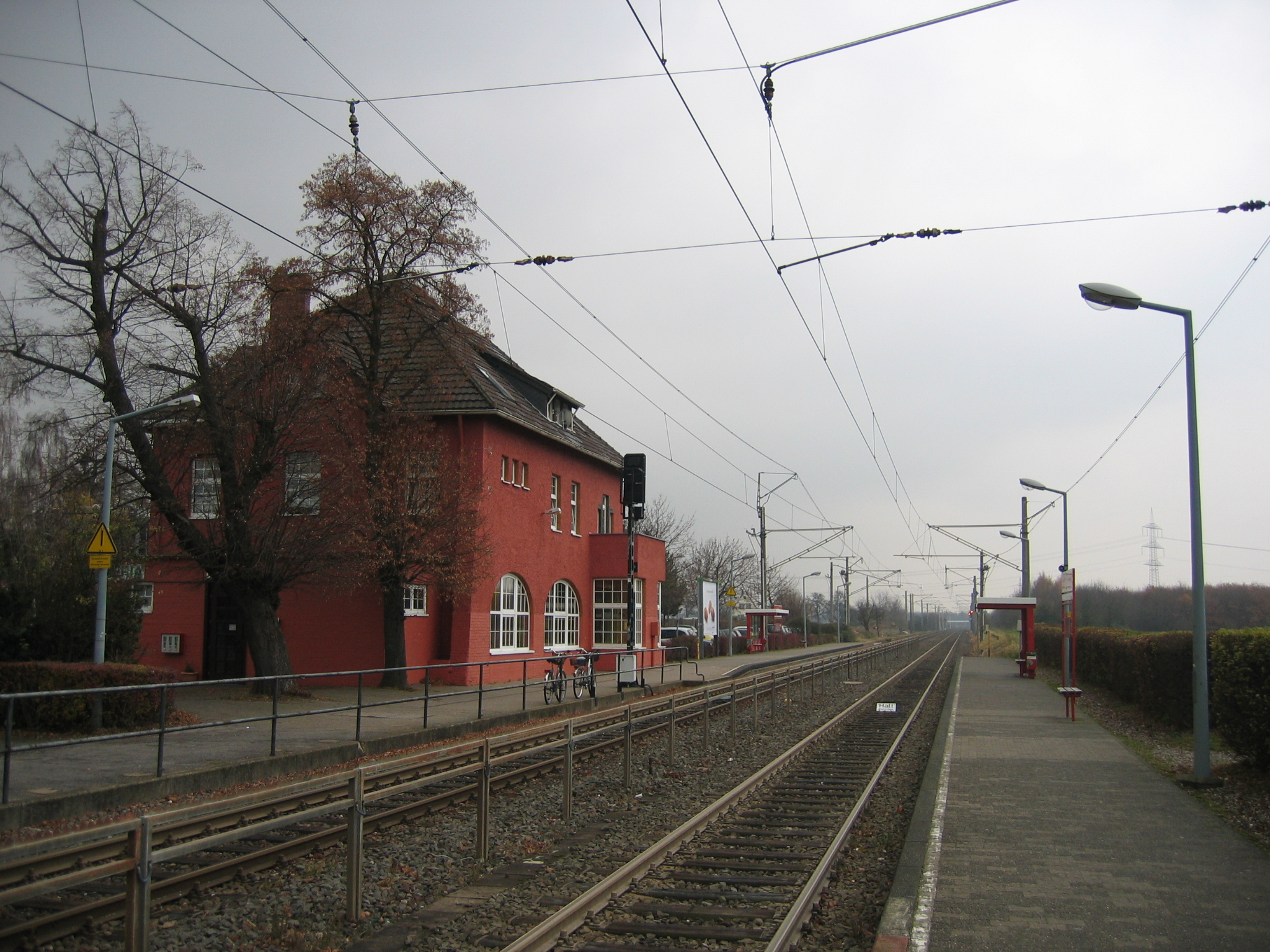
Haltepunkt in Urfeld, noch ohne Hochbahnsteige

#### Wesseling-Urfeld
Hinter dem Wesselinger Stadtkern liegen östlich der Strecke mehrere kleine, teilweise zusammengewachsene Ortschaften, während sich auf der Westseite fast ausschließlich freies Feld der Kölner Bucht befindet. Der Haltepunkt Urfeld ist der letzte auf Wesselinger Stadtgebiet. Er besitzt zwei versetzte Außenbahnsteige, die nur über einen Bahnübergang erreicht werden können, und einen Parkplatz. Seit Ende 2022 wird die Haltestelle barrierefrei umgebaut und erhält dabei Hochbahnsteige.

#### Bornheim-Widdig
Der erste Bornheimer Bahnhof ist im „Rheindorf“ Widdig. Hier gibt es zwei Bahnsteige, die versetzt voneinander zwischen einen Bahnübergang liegen. Zum Erreichen des jeweils anderen Bahnsteigs muss also die Straße Am Heidental überquert werden. Seit April 2023 wird die Haltestelle barrierefrei umgebaut und erhält dabei Hochbahnsteige.

#### Bornheim-Uedorf
Der erst 1950/51 eingerichtete Haltepunkt Uedorf befindet sich am Rand des Bornheimer Stadtteils. Hier ist die Strecke dem Rhein wieder sehr nah, das Rheinufer ist ca. 450 m entfernt. Seit August 2023 wird die Haltestelle barrierefrei umgebaut und erhält dabei Hochbahnsteige.

#### Bornheim-Hersel
Der Stadtteil Uedorf geht nahtlos über in Hersel, welches auch einen Bahnhof an der Rheinuferbahn hat. Derzeit wird die Haltestelle barrierefrei umgebaut und erhält dabei Hochbahnsteige (Stand: März 2024). Nach Hersel biegt die Rheinuferbahn ab und führt in einem Einschnitt genau nach Süden. Die alte Strecke zum Bonner Nordfriedhof diente zuletzt als Industrieanschluss und ist mittlerweile stillgelegt. Außerdem zweigt hier ein Gleis von der Hauptstrecke ab, das zunächst rund zwei Kilometer parallel zu ihr im Einschnitt verläuft, sich in Bonn-Tannenbusch von ihr entfernt, die linke Rheinstrecke der DB unterquert und im Übergabebahnhof Bonn-Bendenfeld endet. Von hier aus gab es direkte Verbindungen zum Bonner Güterbahnhof und zur Vorgebirgsbahn in Höhe des heutigen SWB-Betriebshof in Bonn-Dransdorf. Auch diese Gleisverbindung, zuletzt nur noch zum Abstellen von Waggons genutzt, wurde im August 2013 endgültig stillgelegt. 

#### Bonn-Buschdorf

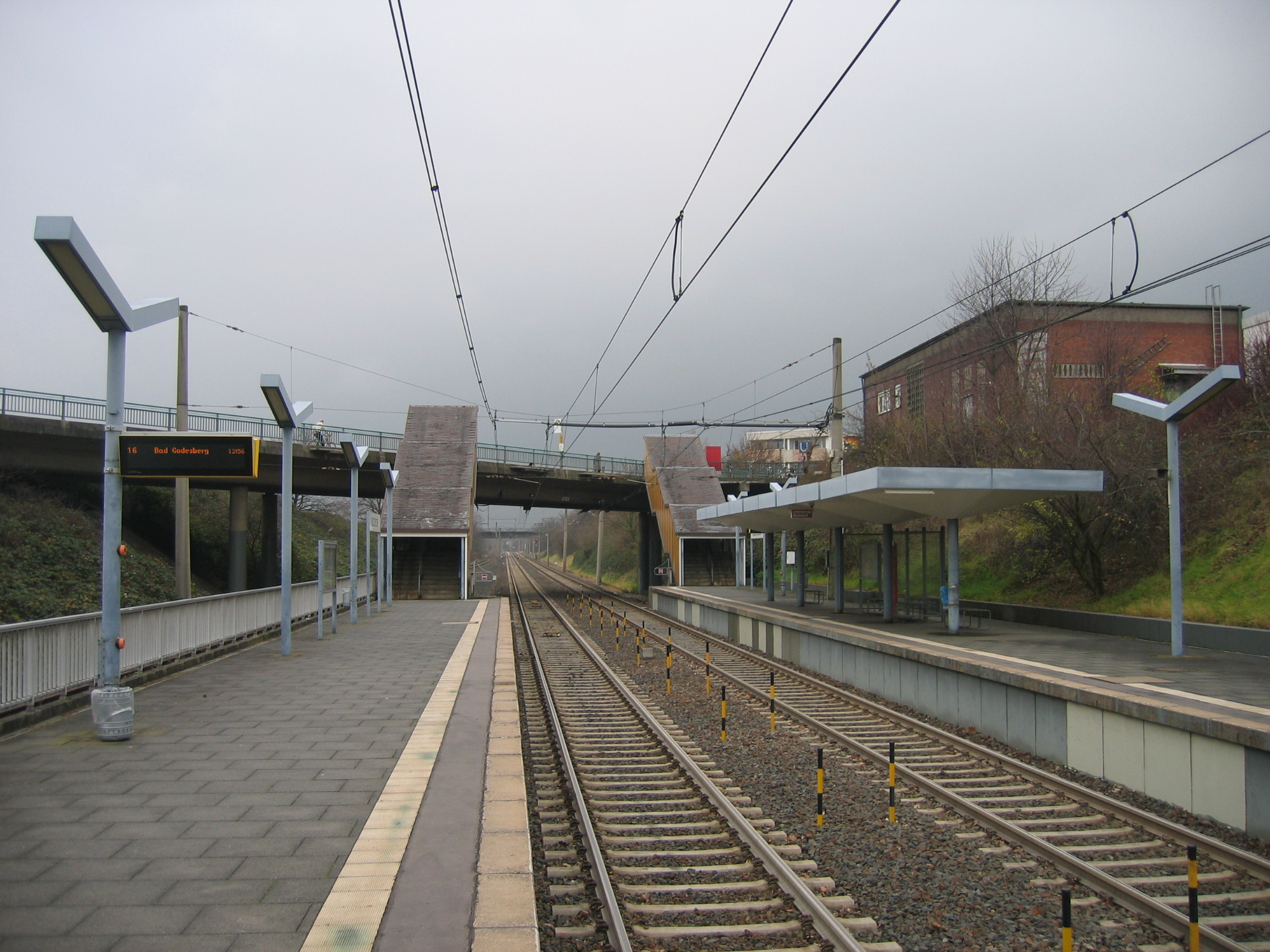
Buschdorf (Zustand vor dem Ausbau)

Ab der Bonner Stadtgrenze wird die Strecke nun wieder nach BOStrab betrieben und gehört ab hier den Stadtwerken Bonn. Die Haltestelle Buschdorf liegt im Einschnitt unterhalb der Straßenüberführung Schickgasse. Die beiden Seitenbahnsteige waren von der Brücke aus ursprünglich nur über Treppen erreichbar. Die KBE eröffnete den Haltepunkt bei der Streckenumlegung am 14. Dezember 1968 als Ersatz für den Haltepunkt an der nicht mehr bedienten alten Trasse. In Buschdorf hielten auch Eilzüge, lediglich Schnellzüge fuhren durch. Nach der Umstellung auf Stadtbahnbetrieb wurden 1979 zwei Hochbahnsteige angelegt. Von Anfang 2019 bis Mai 2021 erfolgte eine umfassende Modernisierung und ein barrierefreier Ausbau der Haltestelle, im Zuge dessen als neue Zugänge in Fahrtrichtung Bonn ein Aufzug installiert sowie in Fahrtrichtung Köln eine 120 m lange Rampe und eine auf diese mündende Treppe mit Rampe von der Anna-Schubring-Straße geschaffen wurden.
Der ehemalige Bahnhof „Buschdorf (Kr. Bonn)“ lag im Ortszentrum an der dort dreigleisigen Strecke der Rheinuferbahn. In Buschdorf zweigte die Kleinbahn zum Hafen in Graurheindorf ab. Der Betrieb der „Hafenbahn der Stadt Bonn“ wurde von ihrer Inbetriebnahme im Oktober 1924 bis zu ihrer Stilllegung im September 1974 von der KBE in Auftrag der Stadt Bonn durchgeführt.

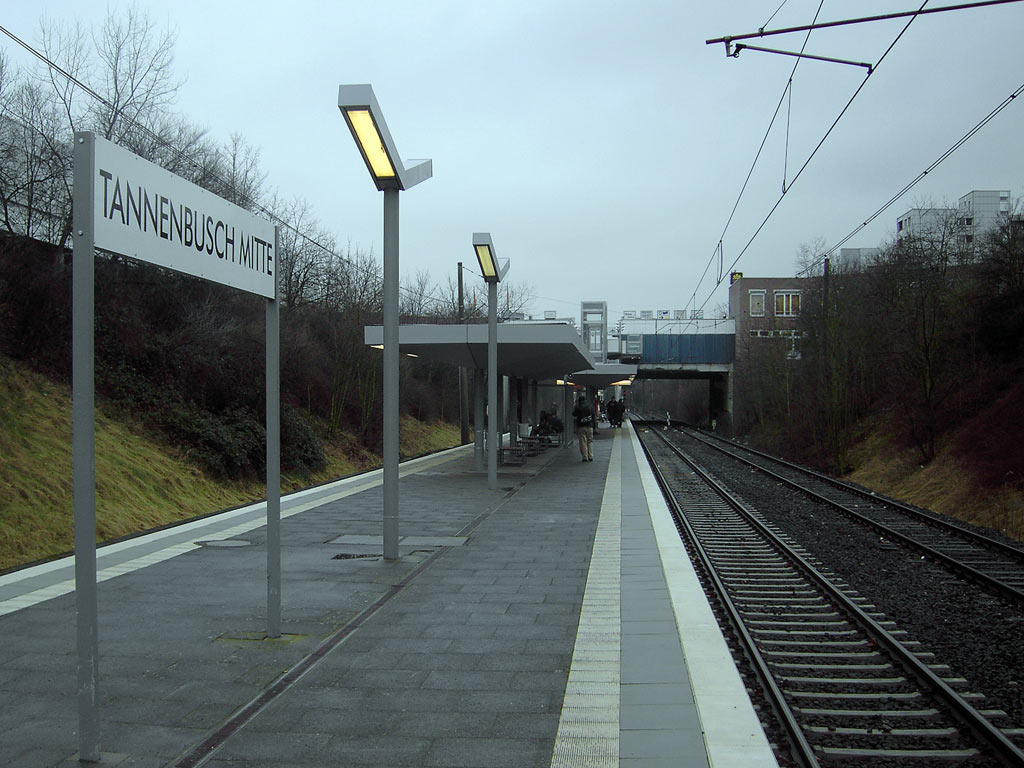
Tannenbusch Mitte

#### Bonn-Tannenbusch

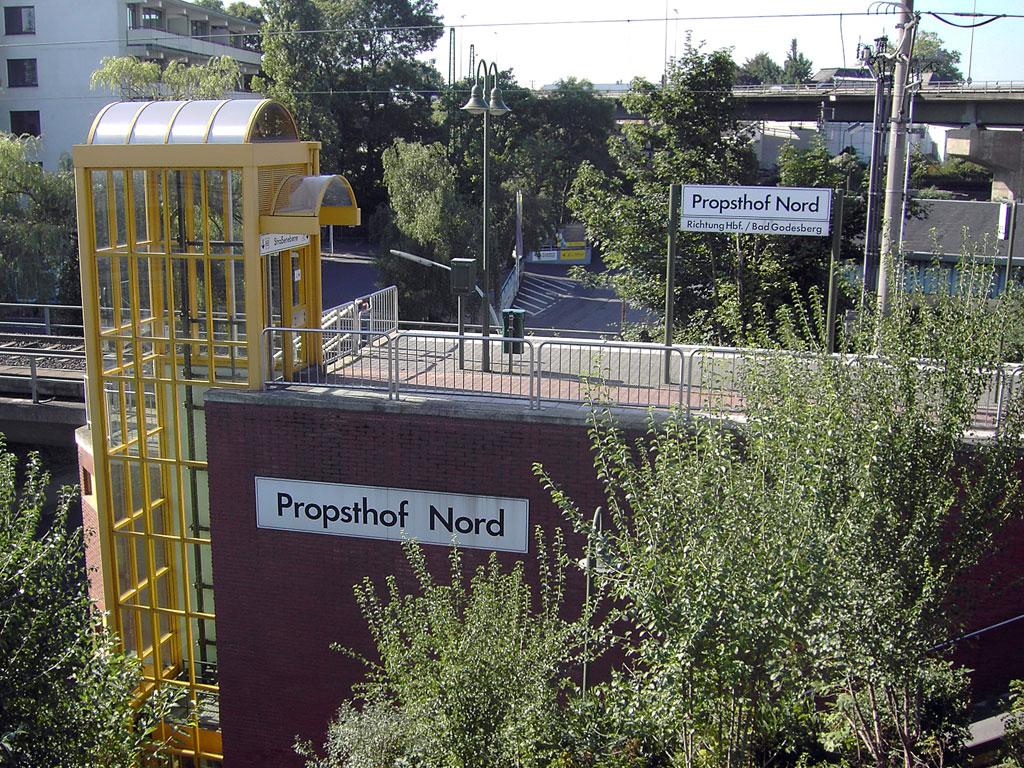
Propsthof Nord

Die Haltestelle Tannenbusch Mitte liegt an der 1968 eröffneten neuen Streckenführung. Der erste Zug bediente den von der KBE in Zusammenarbeit mit der Stadt Bonn erbauten Haltepunkt jedoch erst am 7. Oktober 1972, nachdem der Baufortschritt der Großsiedlung Neu-Tannenbusch einen Halt rechtfertigte. Nach der Umstellung auf Stadtbahnbetrieb wurde der Bahnsteig entsprechend dem Fahrzeugboden der Wagen angehoben. Hinter der Haltestelle befindet sich die Wendeanlage für die Bahnen der Linie 63, welche ihren regulären Endpunkt in Tannenbusch-Mitte haben.
Die Haltestelle ist als Mittelbahnsteig an der im Einschnitt verlaufenden Strecke ausgeführt. Mit der Straßenebene war die Haltestelle durch zwei Fahrsteige verbunden. Nachdem diese wegen Ersatzteilmangels stillgelegt werden mussten, wurden sie 2005 durch eine Rolltreppe und einen Aufzug ersetzt. Gleichzeitig wurde die Haltestelle renoviert und die kräftigen Farben der 1970er Jahre durch schlichte Grautöne ersetzt. Die Umbaumaßnahmen kosteten 1,3 Millionen Euro. 2017 wurde die bisherige Überdachung der Haltestelle durch Stahl-Glas-Konstruktionen ersetzt.

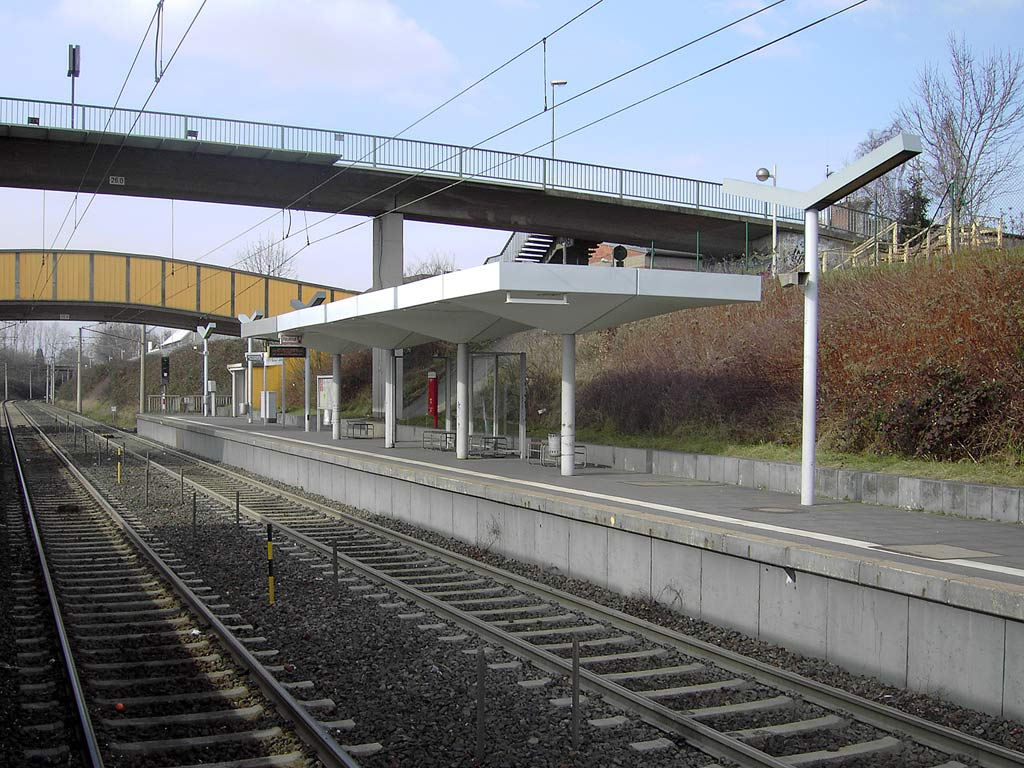
Tannenbusch Süd (Zustand vor dem Ausbau)

Die Strecke führt nun zur Linken Rheinstrecke, der sie im weiteren Streckenverlauf folgt. Hier wechselt die Strecke von der Troglage auf einen Damm.

Die Haltestelle Tannenbusch Süd wurde mit Inbetriebnahme der neuen Streckenführung am 14. Dezember 1968 eingerichtet und war bis zum Ende der KBE Schnellzughalt. Nach der Umstellung auf Stadtbahnbetrieb wurde der Bahnsteig entsprechend dem Fahrzeugboden angehoben.
Die Haltestelle besteht aus zwei in einem ca. vier Meter tiefen Einschnitt gelegenen Seitenbahnsteigen, die über eine voll verkleidete Brücke erreicht werden. Ende der 1990er Jahre wurden die Zugangsbrücke und die Bahnsteigausstattung in Weiß und Hellgrau gestrichen, die Außenseiten der Brücke behielten ihre ursprüngliche Farbgebung. Ein barrierefreier Ausbau der Haltestelle sollte 2002 beginnen, die Bezirksregierung hatte anderen Projekten im Innenstadtbereich jedoch höhere Priorität eingeräumt. Am 12. Juli 2006 wurde schließlich der Spatenstich für den 2,3 Millionen Euro teuren Umbau der Haltestelle vorgenommen. Während der bis Mai 2007 andauernden Bauarbeiten wurden zwei Aufzüge installiert und eine neue Fußgängerbrücke errichtet, die die alte – abgerissene – Brücke ersetzen sollte. 2017 wurde die bisherige Überdachung der Haltestelle durch Stahl-Glas-Konstruktionen ersetzt.

#### Propsthof Nord
Die Haltestelle Propsthof Nord wurde erst im Mai 1998 nach 15-monatiger Bauzeit in Betrieb genommen und eingerichtet, um das Gewerbegebiet Bonn-Nord besser zu erschließen. Auf Höhe der Straße „Am Propsthof“ wurden zwei Bahnsteige an der Innenseite der Strecke errichtet, deren Gleise dort wegen der nahen Verzweigung zur Vorgebirgsbahn räumlich getrennt und etliche Meter über dem Straßenniveau verlaufen.
Die Haltestelle trug den Arbeitstitel Am Propsthof. Um Verwechslungen mit der gleichnamigen Bushaltestelle auszuschließen, die über einen Kilometer von der Stadtbahnhaltestelle entfernt ist, wurde der Name kurzfristig geändert. Zu diesem Zeitpunkt waren die Zielfilme für die Stadtbahnwagen bereits produziert, weswegen in den Fahrzeugen mehrere Jahre der falsche Haltestellenname angezeigt wurde.
An der hier schon parallel verlaufenden Vorgebirgsbahn befindet sich in 300 m Entfernung der Haltepunkt Brühler Straße.
In einem aufwändigen Verzweigungsbauwerk vereinigt sich die Strecke kurz vor Bonn West mit der Vorgebirgsbahn.

#### Bonn West

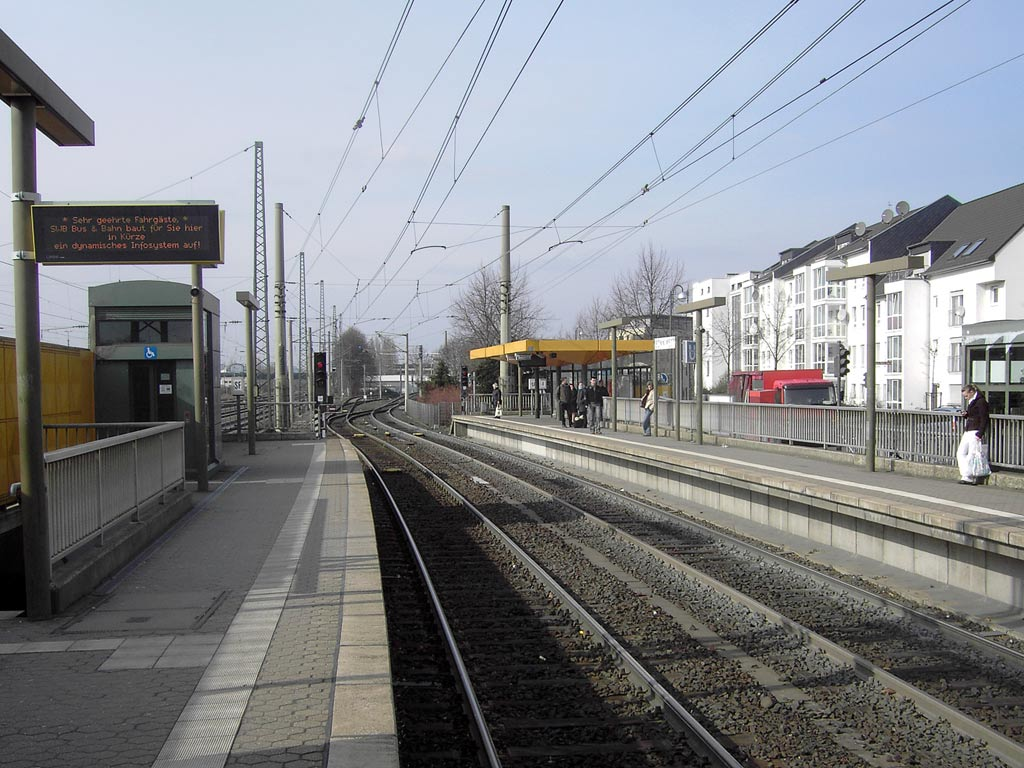
Bonn West (Zustand vor der Sanierung)

Die Haltestelle Bonn West liegt in der Verlängerung der Ellerstraße zwischen der Thomastraße und dem ehemaligen Bonner Güterbahnhof. Der ursprüngliche Bahnhof Bonn West mit Empfangsgebäude wurde von den Köln-Bonner Eisenbahnen am 19. Dezember 1954 eröffnet, als ihre Strecke in Bonn eine neue Trasse erhielt, die die Führung durch die Ellerstraße ersetzte.
Nach der vollständigen Umstellung der KBE-Strecken im Bonner Stadtgebiet auf Stadtbahnbetrieb und dem bereits im Januar 1981 erfolgten Abbruch des Empfangsgebäudes wurde die Haltestelle 1986/87 mit Hochbahnsteigen und Aufzügen barrierefrei umgebaut. Im Dezember 2019 wurde mit einer umfassenden Sanierung der Haltestelle begonnen, die größtenteils im Dezember 2020 abgeschlossen war; Restarbeiten zogen sich noch bis zum Herbst 2021 hin. Die Maßnahme beinhaltete unter anderem die Erneuerung der Überdachung, des Bodenpflasters und einer auch als Lärmschutz dienenden Haltestellenwand sowie die Sanierung und technische Modernisierung der Unterführung.
Hinter Bonn West führen Vorgebirgsbahn und Rheinuferbahn in einen Tunnel zur Haltestelle unter dem Bonner Hauptbahnhof.

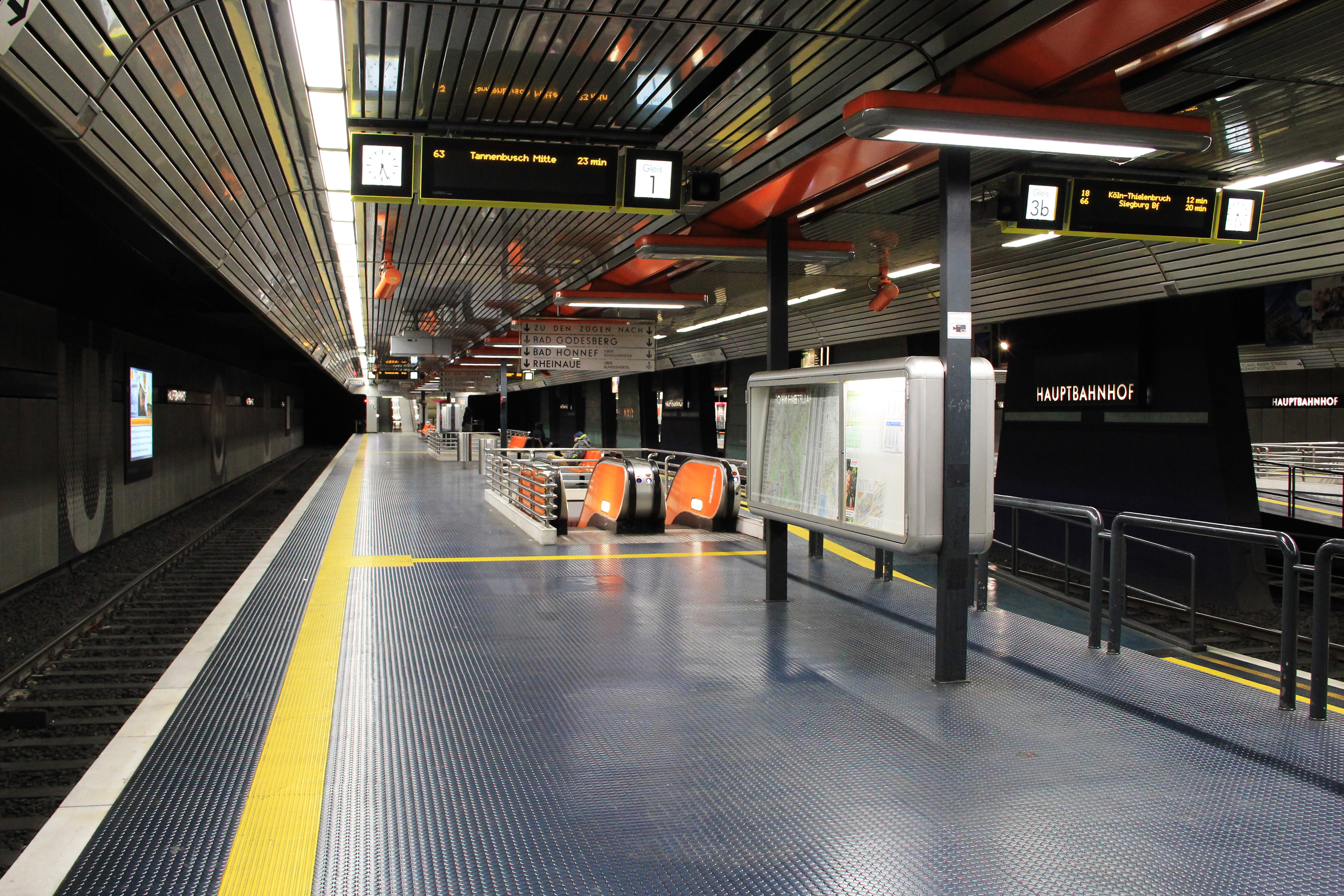
Hauptbahnhof

#### Bonn Hauptbahnhof
Die Haltestelle Hauptbahnhof liegt unter dem Vorplatz des Bonner Hauptbahnhofs und etwa hundert Meter westlich des ZOB am Rande der Bonner Innenstadt und ist somit Teil des größten Bonner Nahverkehrsknotens.
Die Linie 18 der Vorgebirgsbahn endet hier, während die Rheinuferbahnlinie 16 unterirdisch noch bis Bonn-Bad Godesberg weiterfährt.